# NGC 6180
NGC 6180 (również PGC 58386) – galaktyka eliptyczna (E?), znajdująca się w gwiazdozbiorze Herkulesa. Odkrył ją Édouard Jean-Marie Stephan 23 czerwca 1876 roku.